# Čalikovac
Čalikovac je naseljeno mjesto u općini Kiseljak, Federacija Bosne i Hercegovine, BiH.
Nalazi se iznad Brnjaka. Poznato je po hladnoj vodi koja istječe iz vrela Čalikovac, po kojemu je mjesto i dobilo ime. Većina stanovnika obližnjeg i gušće naseljenog naselja Brnjaci podrijetlom je iz Čalikovca. 

## Stanovništvo

### 1991.
Nacionalni sastav stanovništva 1991. godine, bio je sljedeći:
ukupno: 45
- Hrvati - 42 (93,33%)
- Jugoslaveni - 3 (6,67%)

### 2013.
Nacionalni sastav stanovništva 2013. godine, bio je sljedeći:
ukupno: 23
- Hrvati - 23 (100%)

## Vanjske poveznice
- Čalikovac na zemljovidu
- Satelitska snimka  Arhivirana inačica izvorne stranice od 12. ožujka 2021. (Wayback Machine)